# سواستوپول ۲۱۲۱
سیارک ۲۱۲۱ (به انگلیسی: 2121 Sevastopol، نامگذاری:1971ME) دو هزار و صد و بیست و یکمین سیارک کشف شده‌است که در ۲۷ ژوئن ۱۹۷۱ کشف شد.
قدر مطلق سیارک برابر ۱۲٫۳۰ است.